# Alice Englert
Alice Allegra Englert (ur. 15 czerwca 1994 w Sydney) – australijska aktorka, która wystąpiła m.in. w filmie Piękne istoty. Jest córką pary filmowców – Jane Campion i Colina Englerta.

## Filmografia

### Filmy
| Rok  | Tytuł              | Rola           | Uwagi                                      |
| ---- | ------------------ | -------------- | ------------------------------------------ |
| 2008 | 8                  | Ziggy          | Segment The Water Diary                    |
| 2008 | Flame of the West  | Casey          | krótkometrażowy                            |
| 2012 | Ginger & Rosa      | Rosa           |                                            |
| 2013 | Piękne istoty      | Lena Duchannes |                                            |
| 2013 | In Fear            | Lucy           |                                            |
| 2013 | The Lovers         | Dolly          | inny tyt. Time Traveller                   |
| 2016 | The Rehearsal      | Thomasin       |                                            |
| 2017 | Family Happiness   |                | krótkometrażowy też scenariusz i reżyseria |
| 2019 | Wężowe wzgórza     | Mara Childs    |                                            |
| 2021 | Straceńcy          | Opal           |                                            |
| 2021 | Psie pazury        | Buster         |                                            |
| 2022 | You Won't Be Alone | Biliana        |                                            |

### Telewizja
| Rok  | Tytuł                         | Rola            | Uwagi                  |
| ---- | ----------------------------- | --------------- | ---------------------- |
| 2014 | Nowy świat                    | Hope Russell    | w gł. obsadzie; 4 odc. |
| 2015 | Jonathan Strange & Mr Norrell | Lady Emma Pole  | w gł. obsadzie; 7 odc. |
| 2017 | Tajemnice Laketop             | Mary Edwards    | w gł. obsadzie; 6 odc. |
| 2020 | Ratched                       | Dolly           | 6 odc.                 |
| 2020 | Wąż                           | Teresa Knowlton | miniserial, 3 odc.     |